# Kid Icarus: Uprising
A Kid Icarus: Uprising third-person shooter, melyet a Project Sora és a Sora Ltd. fejlesztett és a Nintendo jelentetett meg. A játék Japánban 2012. március 22-én, míg Észak-Amerikában és Európában 2012. március 23-án jelent meg, kizárólag Nintendo 3DS-re.

## Szereplők
- Pit - ?
- Palutena - ?
- Viridi - ?
- Dark Pit - ?
- Hades - ?
- Medusa - ?
- Magnus - ?
- Pandora - ?
- Thanatos - ?
- Dark Lord Gaol - ?
- Hewdraw - ?
- Phosphora - ?
- Arlon - ?
- Cragalanche - ?
- Poseidon - ?
- Pyrrhon - ?
- Chariot Master - ?
- Dyntos - ?
- Chaos Kin - ?